# Bãi Phù Mỹ
Bãi Phù Mỹ là một rạn san hô vòng thuộc cụm An Bang (cụm Thám Hiểm) của quần đảo Trường Sa. Rạn vòng này nằm cách bãi Trăng Khuyết 17,7 hải lý (32,8 km) về phía đông bắc.
Bãi Phù Mỹ là đối tượng tranh chấp giữa Việt Nam, Đài Loan, Philippines và Trung Quốc. Hiện chưa rõ nước nào kiểm soát rạn vòng này.
- Tên gọi: bãi Phù Mỹ; tiếng Anh: Investigator Northeast Shoal hay Northeast Investigator Shoal; tiếng Filipino: Dalagang Bukid; tiếng Trung: 海口礁; bính âm: Hǎikǒu jiāo, Hán-Việt: Hải Khẩu tiêu.
- Đặc điểm: vành san hô nổi lên ở nhiều chỗ; ngay cả lúc thủy triều lên thì vẫn có một số hòn đá nổi ở mặt tây.[3]